# Distretto di Mayo
Il distretto di Mayo (in thailandese: มายอ) è un distretto (amphoe) della Thailandia, situato nella provincia di Pattani.